# Saskia Clark
Pour les articles homonymes, voir Clark.
Saskia Clark est une skippeuse britannique, née le 23 août 1979 à Colchester. 

## Carrière
Aux Jeux olympiques d'été de 2012 à Londres, Saskia Clark remporte la médaille d'argent en 470 avec Hannah Mills. Le duo Clark-Mills est aussi sacré champion du monde en 2012 et vice-champion du monde en 2011.